# Linzer Hochzeit

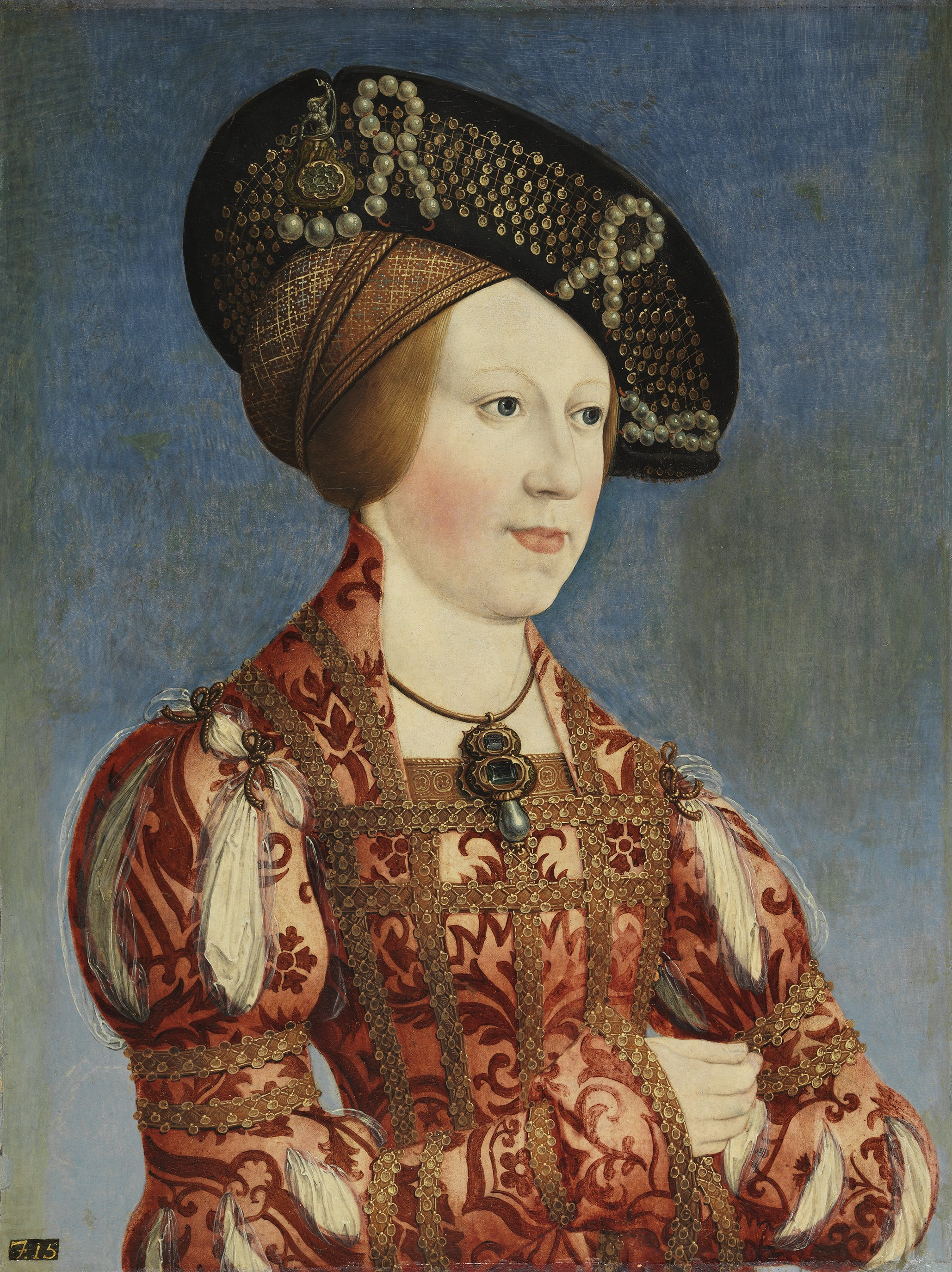
Anna von Böhmen und Ungarn, Porträtgemälde von Hans Maler zu Schwaz, 1519, Museo Thyssen-Bornemisza in Madrid

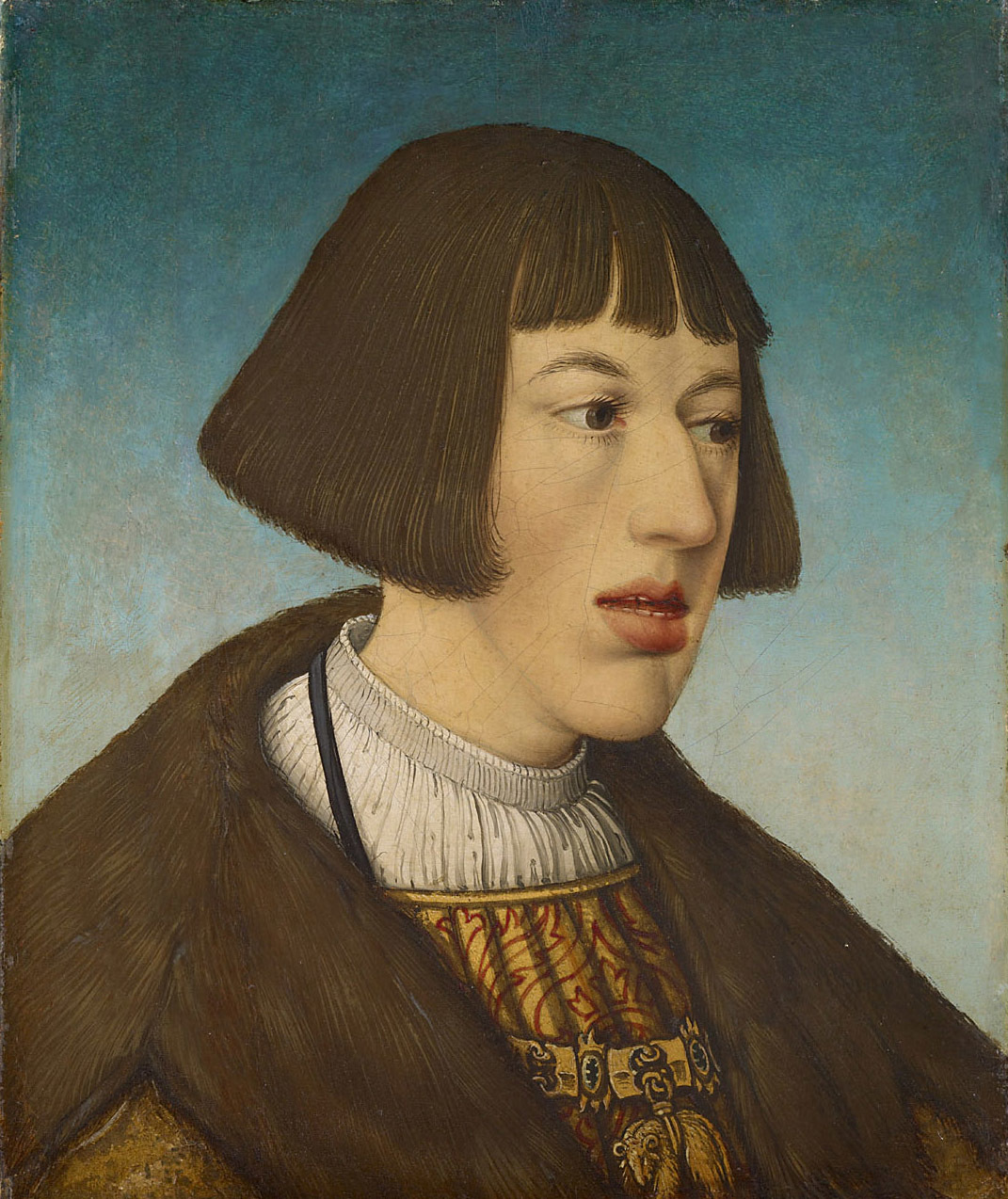
Ferdinand als junger Erzherzog, Porträtgemälde von Hans Maler zu Schwaz, 1521, Kunsthistorisches Museum in Wien

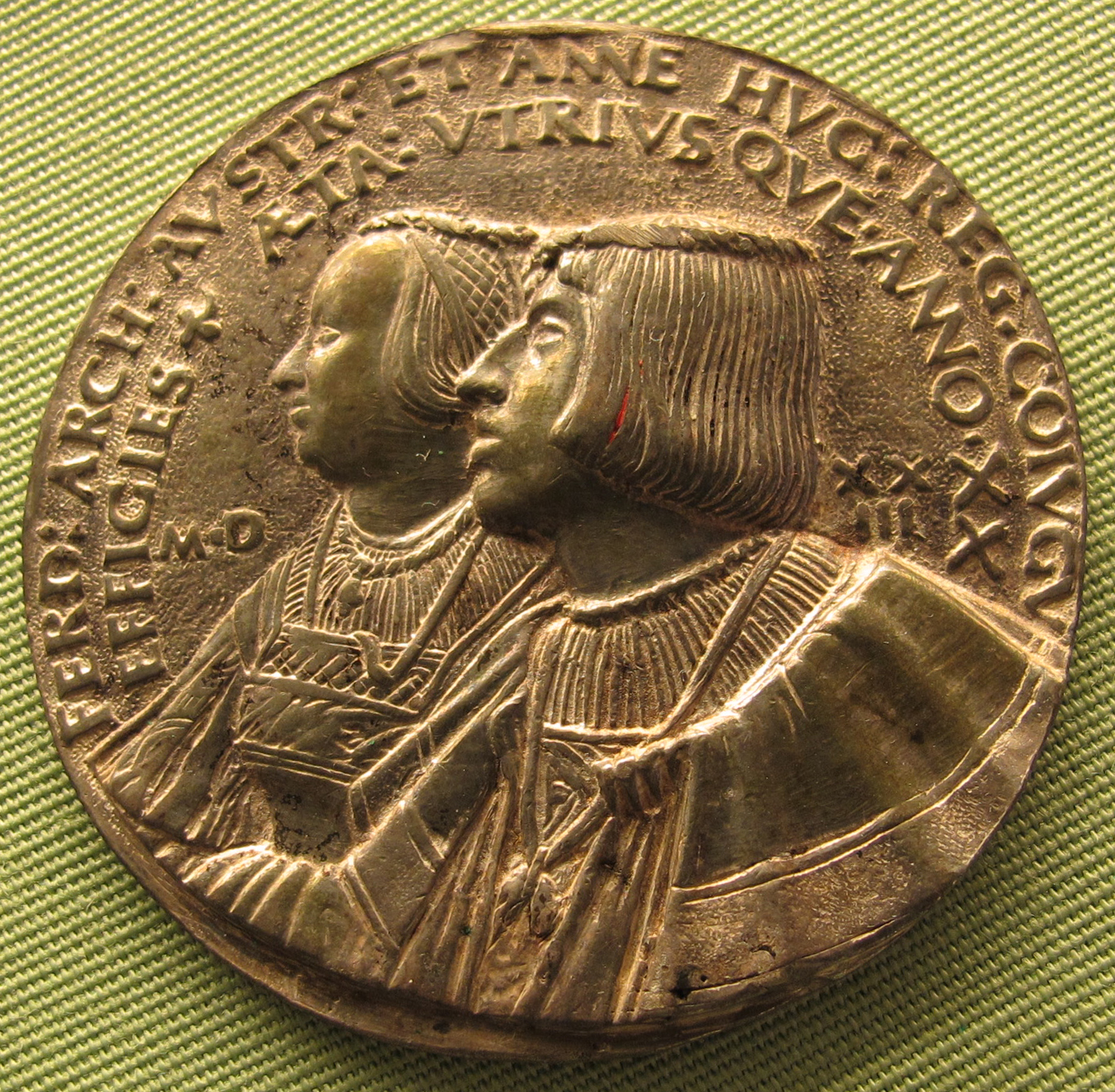
Hochzeitsmedaille von Hans Daucher, 1523, Staatliche Münzsammlung München

Am 26. Mai 1521 heirateten in Linz der spätere Kaiser Ferdinand I. und Anna von Böhmen und Ungarn, was den Weg für die habsburgische Donaumonarchie bereitete.

## Vorgeschichte
Bei der Wiener Doppelhochzeit 1515 heiratete der 56-jährige Kaiser Maximilian I. stellvertretend für einen seiner Enkel die 12-jährige Anna von Ungarn und Böhmen. Sollte kein Ehevertrag mit einem seiner Enkel zustande kommen, würde er Anna selbst zur Frau nehmen. Dazu kam es nicht, weil Maximilian 1519 in Wels starb. Maximilians Enkel Karl V. fixierte jedoch am 7. November 1520 in Köln einen Ehevertrag zwischen seinem Bruder, dem späteren Kaiser Ferdinand I., und Anna. Der Ehevertrag wurde am 11. Dezember 1520 in Innsbruck bestätigt, wo sich Anna in der Zeit vor ihrer Hochzeit gemeinsam mit ihrer Schwägerin Maria aufhielt.
In den ersten Monaten des Jahres 1521 hielten sich Karl V. und Ferdinand am Reichstag in Worms auf, wo sie auch über den Ort der Hochzeit berieten. Innsbruck und Wels waren im Gespräch, damals deutlich größere Städte als Linz, denn Linz hatte zu dieser Zeit kaum mehr als 3000 Einwohner. Allerdings war Linz unter Friedrich III. einige Jahre lang Kaiserresidenz gewesen und seit dieser Zeit (1490) auch Landeshauptstadt. Linz lag im unmittelbaren Herrschaftsgebiet Erzherzog Ferdinands, und es war Austragungsort international gut besuchter Messen. Linz war durch seine verkehrsgünstige Lage gut von Westen, Norden und Osten zu erreichen. Neben den Wasserwegen der Donau und Traun gab es Straßen nach bzw. aus Annas Heimat Böhmen. Linz lag außerdem in sicherer Entfernung etwaiger Unruhestifter (ungarische Stände, Osmanen). Diese Argumente scheinen den Ausschlag gegeben zu haben, dass schließlich Linz als Hochzeitsort gewählt wurde.

## Anreisen
Ferdinand, seit 28. April 1521 Erzherzog von Österreich, brach am 30. April 1521 von Worms auf und ritt gemeinsam mit Kardinal Matthäus Lang von Wellenburg über Heidelberg, Bruchsal, Vaihingen an der Enz und Ulm nach Augsburg, wo in der Heimat des Kardinals eine Rast eingelegt wurde. Von Augsburg zog der Bräutigam nach Regensburg (18. Mai), wo ein Schiff bestiegen wurde, das ihn dann in Begleitung weiterer Fürsten nach Linz brachte.
Anna begann mit ihrem Gefolge am 15. Mai 1521 in Innsbruck ihre Reise, die sie über Schwaz zu Schiff nach Rosenheim, Mühldorf am Inn und Passau führte, wo Anna zu Pfingsten eintraf (19. Mai). Am folgenden Tag wurde dann Linz erreicht.

## Linzer Hochzeit
Die Hochzeit fand am 26. Mai 1521 in Linz statt. Der Salzburger Fürsterzbischof Matthäus Lang von Wellenburg traute die 17-jährige Anna und den 18-jährigen Ferdinand in Anwesenheit vieler hochrangiger Kleriker (Bischof und späterer Kardinal Bernhard von Cles von Trient, Bischof Christophorus Rauber von Laibach, Bischof Berthold Pürstinger von Chiemsee, Bischof Georg von Slatkonia von Wien, Probst Girolamo Balbi von Bratislava) und vieler namhafter weltlicher Führungspersonen (Herzog Wilhelm von Bayern, Herzog Ernst von Bayern, Markgraf Kasimir von Brandenburg, Markgraf Johann von Brandenburg, die Grafen von Gradisca, Siegmund von Herberstein). Die Trauung fand wahrscheinlich in der Linzer Stadtpfarrkirche statt, wo das Herz von Kaiser Friedrich III. ruht. Die Hochzeit wurde weniger aufwändig als die prunkvolle Wiener Hochzeit im Jahr 1515 gefeiert, es wurden jedoch ein Turnier und einige Waffenspiele abgehalten.

## Losensteiner Turnier

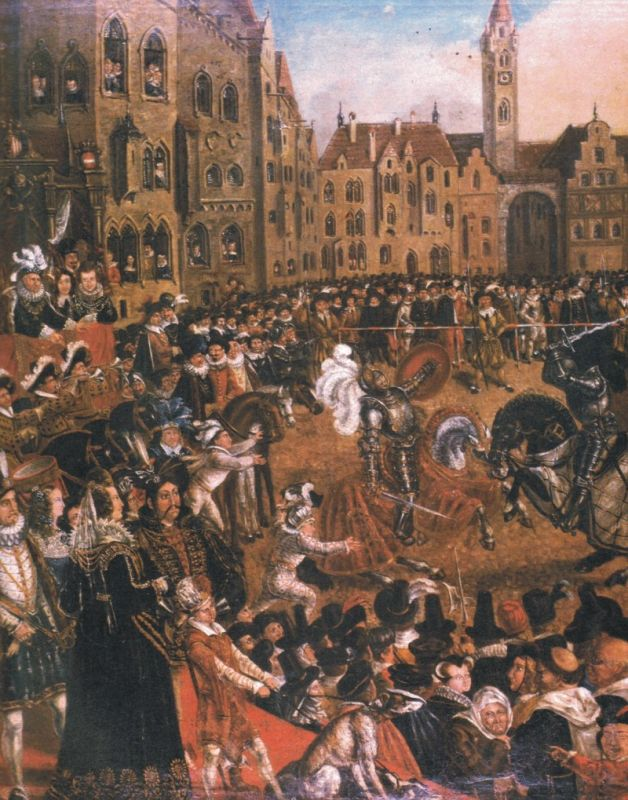
Losensteiner Turnier, unbekannter Künstler, 1825, Stadtmuseum Nordico in Linz

Im Rahmen der Linzer Hochzeit wurde am 25. Mai 1521 ein Turnier am Linzer Hauptplatz veranstaltet. Ein prächtiger, aber auch arroganter spanischer Ritter forderte die heimischen Ritter zum Kampf heraus. Ritter Sebastian von Losenstein nahm die Herausforderung an. Trotz körperlicher Unterlegenheit konnte er den überheblichen Spanier mit List und seinem Bihänder besiegen, wodurch er schlagartig berühmt und namensgebend für dieses Turnier wurde.
Teile der Rüstung, die Sebastian von Losenstein bei diesem Turnier trug, werden noch heute der Öffentlichkeit präsentiert:
- Sein Helm wurde zu Ehren des großartigen Sieges vergoldet und hängt seit seinem Tod in der Grabstätte der Losensteiner, der sogenannten Losensteiner Kapelle im Stift Garsten, zwischen den Denkmälern von Georg (gestorben 1557) und Dietmar V. von Losenstein (Landeshauptmann von Oberösterreich, gestorben 1577) an der Wand.[8]
- Er benützte wahrscheinlich die Pferderüstung, die als eines der wertvollsten Exponate im Landeszeughaus in Graz steht, der größten erhaltenen historischen Waffenkammer der Welt.
- Sein Schwert ist möglicherweise der Bihänder Schweizer Machart, der sich mit Inventarnummer 392 im historischen Waffensaal des Schlossmuseum Linz befindet.

## Nachgeschichte
Mit dem frühen Tod von Annas Bruder Ludwig II. in der Schlacht bei Mohács (1526) wurde Anna zur Erbin von Böhmen und Ungarn und ihr Ehemann Ferdinand damit König von (West-)Ungarn und Böhmen. Die böhmische und die ungarische Krone blieben danach fast 400 Jahre lang bei den Habsburgern (bis 1918).
Die Ehe von Anna und Ferdinand gilt als eine der glücklichsten in der Geschichte der Familie Habsburg. Für damalige Zeit ungewöhnlich, kümmerten sich die Eltern persönlich um ihre insgesamt 15 Kinder. Zwei ihrer Kinder wurden in Linz geboren: 1526 Elisabeth, die 19-jährig als Königin von Polen starb, und 1529 Ferdinand, der 1557 die Bankierstochter Philippine Welser heiratete und 1564 Landesfürst von Tirol und den Vorlanden wurde. Ferdinand, der das Linzer Schloss ausbauen und für seine Frau kostbar ausstatten ließ, richtete in Linz auch eine Münzstätte ein. Annas Tod im Jahr 1547 bei der Geburt ihres letzten Kindes betrauerte Ferdinand sehr. Als Zeichen seiner Trauer ließ er sich einen Bart wachsen.
Anna, Ferdinand und Sebastian von Losenstein sind in einem der Fenster des Neuen Linzer Doms, dem sogenannten Linzer Fenster, abgebildet.